# Vilhelm Tams Jørgensen
Vilhelm Tams Jørgensen (født 11. marts 1924 i Husum, død 19. april 1987 i Bredsted) var en nordfrisisk filolog og i flere år direktør for Nordfrisisk Institut.
V. Tams Jørgensen var en markant skikkelse i den nordfrisiske bevægelse. Han skrev en række lærebøger på eller til nordfrisisk og var medstifter af Nordfrisisk Institut i Bredsted. Han var stærkt påvirket af Grundtvig og følte sig både som nordfriser og dansk sydslesviger. Efter studierne i Freiburg, Kiel og København, hvor han læste tysk og engelsk, virkede han blandt andet som lektor ved Nordfrisisk Institut og som docent i nordfrisisk ved Flensborg Universitet. Han har endvidere undervist i nordfrisisk (fastlandsmål: Mooring, hans egen dialekt) i aftenskolen (Volkshochschule Husum).
I 1971 blev han direktør for instituttet i Bredsted.
V. Tams Jørgensen var i 1949 med til at oprette Foreningen af Sydslesvigs Studerende.
Grundet sine oplevelser under anden verdenskrig var Tams Jørgensen pacifist.
Allerede i 1955 udgav han den frisisk-tysk-danske ordbog Frasch-Tjüsch-Dånsch Uurdebök. I 1981 fulgte den populære komparative interfrisiske ordbog Snaak Friisk (Tal frisisk) i mooring, fering, sölring, halunder samt tysk, dansk, engelsk og vestfrisisk. Han virkede også som oversætter og oversatte blandt andet ti eventyr af Hans Christian Andersen (Tiin Tääle) samt en af Theodor Storms kendte børnefortællinger (Di latje Hääwelmoon) til nordfrisisk. Tams Jørgensen skrev også teksten til den kendte nordfrisiske biikesang (Se: Pers Awten).
V. Tams Jørgensen var ungdomsven med sydslesvigeren Karin Johannsen-Bojsen og er nævnt flere steder i hendes selvbiografi »Sydslesvigkvinde«. Tams var hans moders frisiske familienavn og Jürgensen hans faders tyske navn. Hans følelser for det frisiske og det danske ses af hans valg at kalde sig Tams Jørgensen. Hans børn gik på Bredsted danske skole.